# أولاد زعيم (عين الصفا)
أولاد زعيم هي إحدى مشيخات المملكة المغربية، تتبع جغرافيا لعمالة وجدة أنكاد وإداريًا لعين الصفا. يقدر عدد سكانها بـ 1550 نسمة حسب الإحصاء الرسمي للسكان والسكنى لسنة 2004.